# Fuoco purificatore
The Blinding Trail è un film muto del 1919 diretto da Paul Powell. Il regista firma anche la sceneggiatura che si basa su un soggetto di Stuart Paton e John B. Clymer. Prodotto e distribuito dalla Universal Film Manufacturing Company, il film aveva come interpreti Monroe Salisbury, Claire Anderson, Helen Jerome Eddy, Arthur Maude.

## Trama
Helen Halverson è una ricca e viziata signorina della buona società figlia di un magnate del legname. Mentre si trova nel campo dove lavorano i boscaioli, viene salvata durante l'abbattimento di un albero da "Big Jim" McKenzie, il direttore delle squadre di disboscamento che, a causa dell'incidente, diventa temporaneamente cieco. Helen, allora, decide di sposarlo e la cugina di lei, Adele, pur se segretamente innamorata di Jim, lo spinge a dichiararsi alla ragazza. I due si sposano ma, dopo la nascita di un figlio, Jim perde nuovamente la vista. Passa del tempo. Con un marito cieco e un figlio da allevare, Helen si rivolge ad altri interessi e intreccia una relazione con Jean Du Brey, l'assistente di Jim. Quest'ultimo, anche se cieco, in tutti quegli anni ha continuato sempre a lavorare attivamente, senza rendersi conto di ciò che gli stava accadendo in famiglia. Quando però scopre che la moglie progetta di fuggire con Du Brey, si batte con questi. L'amore d Helen per il marito si risveglia ma, cercando di aiutarlo, resta uccisa. Muore anche Du Brey e la sua baracca prende fuoco. Adele ritrova Jim semi svenuto: l'uomo, colpito alla testa, riacquista la vista e i due, alla fine, si sposeranno.

## Produzione
Le riprese del film, prodotto dalla Universal Film Manufacturing Company con il titolo di lavorazione The Great White Darkness, durarono da gennaio a inizio marzo 1919.

## Distribuzione
Il copyright del film, richiesto dalla Universal, fu registrato il 18 aprile 1919 con il numero LP13627.
Distribuito dalla Universal Film Manufacturing Company, il film uscì nelle sale statunitensi il 19 maggio 1919 dopo essere stato presentato a New York ai primi di aprile e a Los Angeles, ai primi di maggio.

In Italia, dove uscì nel 1922 distribuito dalla Transatlantic, ottenne il visto di censura n°17284 "con riserva", con la raccomandazione di: 1) Nella parte 1ª e 2ª sopprimere, nelle scene dei balli, i quadri in cui si vedono varie coppie in attitudini troppo procaci e lascive. - 2) Correggere le didascalie che contengono errori di grammatica e di ortografia. (agosto 1922)

### Conservazione
Non si conoscono copie ancora esistenti della pellicola che viene considerata presumibilmente perduta.